# Marnach
Marnach (luxemburgisch Maarnechⓘ) ist ein Dorf in der Gemeinde Clerf im Großherzogtum Luxemburg.

## Geschichte
Der Ort Marnach liegt an einer Römerstraße, die ursprünglich von den Kelten angelegt war. Diese Straße führte nach Wasserbillig bis nach Lüttich und diente als befestigte Heerstraße. Auch Ortsnamen leiten sich von keltischen Bezeichnungen ab, insbesondere solche mit den Endungen -ach.
Im 30-jährigen Krieg (1618-48)
Die Soldaten bezogen im Ösling Winterquartier, mit ihnen die Generäle Blanchart,  der Italiener Piccolomini, der Kroate Isolanie, der im Dezember 1635 mit seiner Armee in Hosingen und Marnach lag, und der Reitergeneral Jan van Wert, Sohn eines Bauern aus dem Rheinland.  
Das Dorf Marnach hatte regelmäßig Kriegsabgaben zu zahlen, Getreide und Vieh abzuliefern. Dadurch erlitt das kleine Dorf aus 9 Häusern einen Verlust von 2000 und ½ Reichstaler, eine ungeheure Summe für die damalige Zeit.
Napoleons Russlandfeldzug, 1812/13
In Napoleon Heer mussten 7 junge Männer aus Marnach dienen, darunter die Brüder Peter und Michel Marnach. Peternahm an großen Schlachten teil: 1812/1813 war er in Russland und Polen. Es gibt einen Brief, den er am 20.12.1812 von Glogau in Schlesien an die Seinigen in Marnach schrieb. Was nachher mit ihm geschehen ist, ob er in Gefangenschaft geriet oder gefallen ist, wissen wir nicht. Sein Bruder Michel musste in Sachsen und Frankreich kämpfen. Er kehrte glücklich zurück, seine Nachkommen Josef, Peter und Edmund lebten in Duisburg.
Die Ardennenschlacht
Durch Marnach, Luxemburg lief der wichtige Verbindungsweg nach Bastogne. Die Deutschen zogen von der Eifel aus westwärts durch die verschneiten Wälder im Tal der Our. Bis auf 300 m kamen sie an die amerikanischen Verteidigungslinien in Marnach, Hosingen, Holzthum, Weiler, Munshausen und Clerf heran ... 
Am 17. Dezember 1944 um 09.30 schafften 30 deutsche Panzer den Durchbruch, durchquerten  auf dem Höhenweg der Ardennen die Trümmerfelder der Ortschaft Marnach  und fuhren hinunter ins Tal in Richtung Clervaux . 
Aber schon nach zwei Tagen geriet der Angriff ins Stocken. Die Amerikaner leisteten unerwartet heftigen Widerstand. Die engen, verschneiten Landstraßen ließen sich leicht blockieren und die große Zahl der eingesetzten deutschen Panzer und Transportfahrzeuge führte überall zu langen Staus. 
Kein Krieg hat Marnach so sehr mitgenommen wie der 2.Weltkrieg (1939-1945),  besonders die  Ardennenoffensive. Das ganze Dorf stand damals monatelang verlassen da. Die Einwohner konnten von ihrem Hab und Gut kaum etwas in Sicherheit bringen, nur das bisschen, was sie bei ihrem hastigen Aufbruch mitnahmen. Wer sein Leben rettete und zurückkam, stand dann - "an Körper und Seele geschunden"  - vor den Trümmern seines Heimatortes.

## Sendeanlage
In der Nähe von Marnach betrieb das Broadcasting Center Europe (BCE), eine Tochtergesellschaft der RTL Group, auf der Frequenz 1.440 kHz, einen der stärksten Rundfunksender im Mittelwellenbereich (Sendeleistung bis zu 1.200 Kilowatt), der am 1. Januar 2016 abgeschaltet wurde.

## Kultur

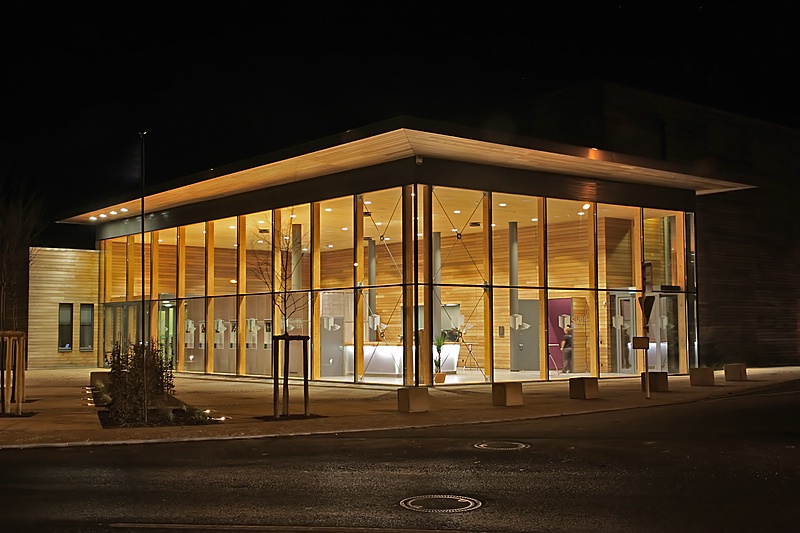
Kulturzentrum Cube 521

In Marnach befindet sich das 2007 errichtete Kultur- und Kongresszentrum Cube 521, in dem kulturelle Veranstaltungen für die Region des Öslings stattfinden.

## Persönlichkeiten
- Marie-Josée Jacobs (* 1950), Politikerin